# 大沙田村站
大沙田村站是位于湖南洪江市江市镇的一个铁路车站，邮政编码418105。车站建于1978年，有焦柳铁路经过该站，现有一对小慢车停靠。隶属广铁集团，是四等站。